# Le Tronquay (Eure)
Le Tronquay és un municipi francès situat al departament de l'Eure i a la regió de Normandia. L'any 2007 tenia 474 habitants.

## Demografia

### Població
El 2007 la població de fet de Le Tronquay era de 474 persones. Hi havia 188 famílies de les quals 43 eren unipersonals (31 homes vivint sols i 12 dones vivint soles), 63 parelles sense fills, 59 parelles amb fills i 23 famílies monoparentals amb fills.
La població ha evolucionat segons el següent gràfic:
Habitants censats

### Habitatges
El 2007 hi havia 297 habitatges, 195 eren l'habitatge principal de la família, 86 eren segones residències i 15 estaven desocupats. 295 eren cases i 2 eren apartaments. Dels 195 habitatges principals, 171 estaven ocupats pels seus propietaris, 20 estaven llogats i ocupats pels llogaters i 5 estaven cedits a títol gratuït; 1 tenia una cambra, 6 en tenien dues, 33 en tenien tres, 73 en tenien quatre i 82 en tenien cinc o més. 162 habitatges disposaven pel capbaix d'una plaça de pàrquing. A 80 habitatges hi havia un automòbil i a 106 n'hi havia dos o més.

### Piràmide de població
La piràmide de població per edats i sexe el 2009 era:
| Homes | Edats   | Dones |
| ----- | ------- | ----- |
| 0     | 95 o +  | 0     |
| 4     | 90 a 94 | 0     |
| 0     | 85 a 89 | 12    |
| 0     | 80 a 84 | 4     |
| 12    | 75 a 79 | 4     |
| 8     | 70 a 74 | 12    |
| 12    | 65 a 69 | 12    |
| 12    | 60 a 64 | 16    |
| 8     | 55 a 59 | 8     |
| 20    | 50 a 54 | 12    |
| 24    | 45 a 49 | 4     |
| 20    | 40 a 44 | 20    |
| 4     | 35 a 39 | 20    |
| 12    | 30 a 34 | 8     |
| 8     | 25 a 29 | 12    |
| 12    | 20 a 24 | 16    |
| 16    | 15 a 19 | 24    |
| 8     | 10 a 14 | 16    |
| 8     | 5 a 9   | 0     |
| 4     | 0 a 4   | 4     |

## Economia
El 2007 la població en edat de treballar era de 307 persones, 237 eren actives i 70 eren inactives. De les 237 persones actives 214 estaven ocupades (118 homes i 96 dones) i 24 estaven aturades (8 homes i 16 dones). De les 70 persones inactives 34 estaven jubilades, 22 estaven estudiant i 14 estaven classificades com a «altres inactius».

### Ingressos
El 2009 a Le Tronquay hi havia 206 unitats fiscals que integraven 500,5 persones, la mediana anual d'ingressos fiscals per persona era de 19.311 €.

### Activitats econòmiques
Dels 17 establiments que hi havia el 2007, 1 era d'una empresa extractiva, 4 d'empreses de construcció, 4 d'empreses de comerç i reparació d'automòbils, 4 d'empreses de serveis, 2 d'entitats de l'administració pública i 2 d'empreses classificades com a «altres activitats de serveis».
Dels 5 establiments de servei als particulars que hi havia el 2009, 2 eren tallers de reparació d'automòbils i de material agrícola, 2 paletes i 1 electricista.
L'any 2000 a Le Tronquay hi havia 17 explotacions agrícoles que ocupaven un total de 1.208 hectàrees.

## Equipaments sanitaris i escolars
El 2009 hi havia una escola elemental integrada dins d'un grup escolar amb les comunes properes formant una escola dispersa.

## Poblacions més properes
El següent diagrama mostra les poblacions més properes.